# Adolf Hurwitz

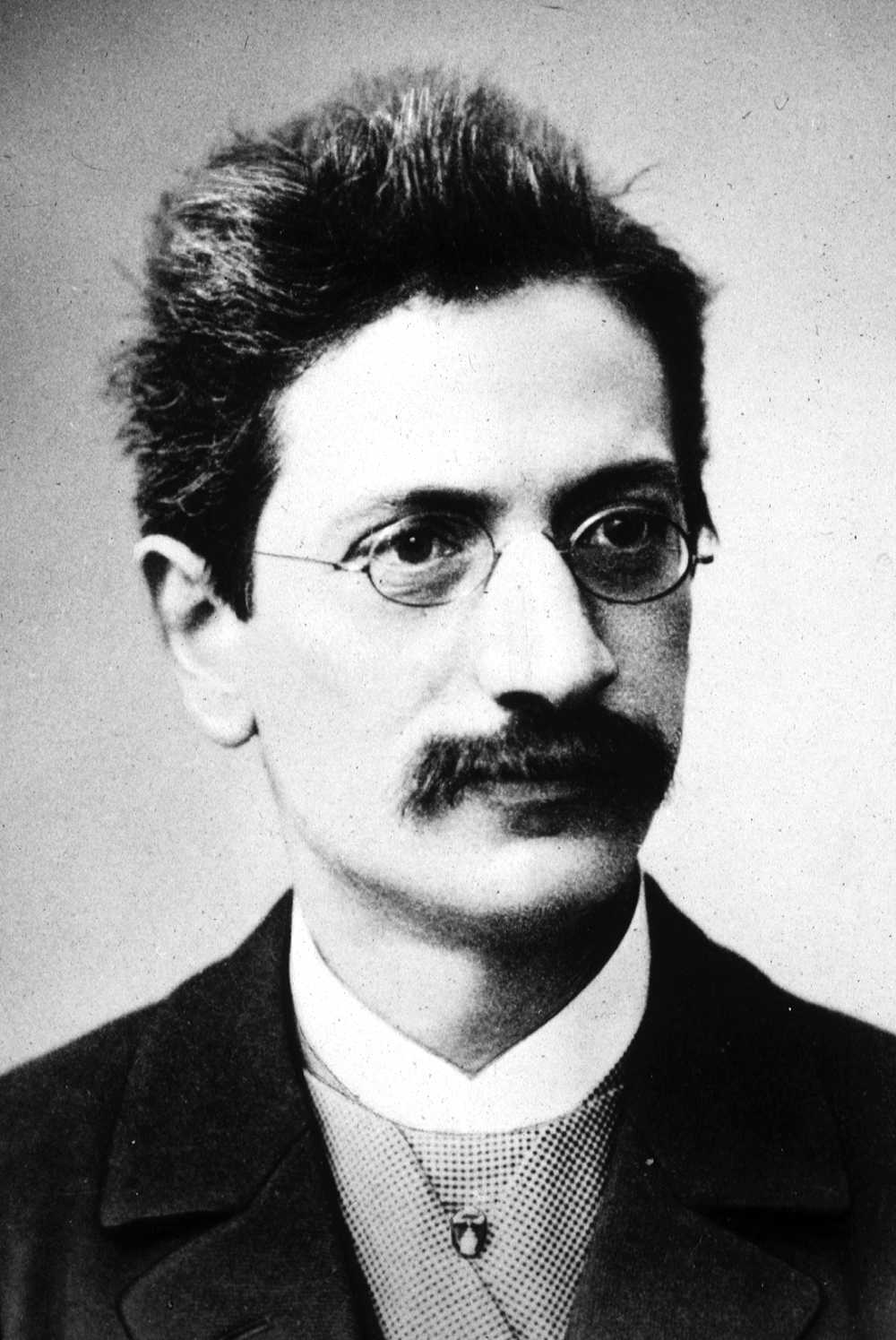
Adolf Hurwitz

Adolf Hurwitz (* 26. März 1859 in Hildesheim; † 18. November 1919 in Zürich) war ein deutscher Mathematiker.

## Leben
Adolf Hurwitz stammte aus einer jüdischen Familie in Hildesheim. Sein Vater, Salomon Hurwitz (1813–1885), war Fabrikant, jedoch geschäftlich nicht sehr erfolgreich. Die Mutter, Elise Wertheimer (1822–1862), Tochter des Bankiers in Hannover Moses Heinemann Wertheimer, starb, als Adolf 3 Jahre und seine Brüder Julius 5 Jahre und Max 13 Jahre alt waren. In Hildesheim besuchte Hurwitz den damaligen Realklassenzweig des Andreanums. Dort wurde seine mathematische Begabung durch seinen Lehrer Hermann Schubert erkannt und gefördert. Schon als 17-jähriger Schüler veröffentlichte Hurwitz mit seinem Lehrer erste wissenschaftliche Arbeiten.
Hurwitz begann 1877 das Studium der Mathematik an der Königlich Bayerischen Technischen Hochschule, an der Felix Klein sein maßgeblicher Lehrer wurde. 1877–1878 studierte er an der Friedrich-Wilhelms-Universität zu Berlin, wo er Vorlesungen bei Ernst Eduard Kummer, Karl Weierstraß und Leopold Kronecker besuchte. Nachdem Klein einen Ruf an die Universität Leipzig angenommen hatte, folgte ihm 1880 Hurwitz dorthin und promovierte 1881 bei Klein über das Thema Grundlagen einer independenten Theorie der elliptischen Modulfunktionen und Theorie der Multiplikatorgleichungen 1. Stufe. Danach wechselte er an die Georg-August-Universität Göttingen, wo er sich habilitierte und zum Privatdozenten ernannt wurde.
1884 erhielt er auf Betreiben Ferdinand von Lindemanns ein Extraordinariat
an der Albertus-Universität Königsberg, wo er Hermann Minkowski und David Hilbert kennenlernte, die dort promovierten. Mit Letzterem verband ihn eine lebenslange Freundschaft. 1892 wurde er der Nachfolger von Ferdinand Georg Frobenius an der ETH Zürich. 1900 lehnte er eine Bewerbung Albert Einsteins um eine Assistentenstelle ab. Er beschäftigte sich vor allem mit Zahlentheorie, aber auch mit Funktionentheorie, wo er das Geschlecht von Riemannschen Flächen untersuchte.
Nach ihm sind die Hurwitzquaternionen, das Hurwitzpolynom, die Hurwitzsche Zeta-Funktion und das Hurwitzkriterium aus der Stabilitätstheorie dynamischer Systeme sowie die Riemann-Hurwitz-Formel aus der Funktionentheorie benannt. Mehrere Sätze tragen den Namen Satz von Hurwitz. So gibt es in der Funktionentheorie den Satz von Hurwitz über Folgen holomorpher Funktionen und den Satz von Hurwitz über Automorphismengruppen kompakter Riemannscher Flächen. In der Zahlentheorie ist ein Resultat über Approximation reeller Zahlen durch rationale Zahlen ebenfalls als Satz von Hurwitz bekannt und ebenso ein Satz über Quadratsummen (Satz von Hurwitz über Quadratsummen).
1897 hielt Hurwitz einen Plenarvortrag auf dem ersten Internationalen Mathematikerkongress in Zürich (Über die Entwicklung der allgemeinen Theorie der analytischen Funktionen in neuerer Zeit). 1913 wurde er Ehrenmitglied der London Mathematical Society.
Er heiratete 1892 Ida Samuel (1864–1951) aus Königsberg und hatte mit ihr die Kinder Lisbeth (1894–1983), Eva (1896–1942) und Otto Adolf (1898–nach 1985).
1899 erkrankte er an einem schweren Nierenleiden und 1905 musste ihm eine Niere operativ entfernt werden. Das Versagen der zweiten Niere führte dann in Zürich zu seinem Tod.

## Ehrungen
Im Eingangsbereich des seinerzeit von ihm besuchten Gymnasium Andreanum in Hildesheim ist eine Tafel mit Bild und den Lebensdaten zur Würdigung von Adolf Hurwitz angebracht.

## Schriften
- Vorlesungen über allgemeine Funktionentheorie und elliptische Funktionen (= Die Grundlehren der mathematischen Wissenschaften in Einzeldarstellungen mit besonderer Berücksichtigung der Anwendungsgebiete. Bd. 3, ISSN 0072-7830). Herausgegeben und ergänzt durch einen Abschnitt über Geometrische Funktionentheorie von Richard Courant. Springer, Berlin 1922 (4., vermehrte und verbesserte Auflage. Mit einem Anhang von Helmut Röhrl. ebenda 1964, Digitalisat).
- Mathematische Werke. Herausgegeben von der Abteilung für Mathematik und Physik der Eidgenössischen Technischen Hochschule in Zürich. 2 Bände. Birkhäuser, Basel 1932–1933 (mit Gedächtnisrede auf Hurwitz von Ernst Meissner)
- Übungen zur Zahlentheorie. 1891–1918 (= Schriftenreihe der ETH-Bibliothek. Bd. 32, ZDB-ID 504558-7). Umschrift von Barbara Aquilino. Als vervielfältigtes Manuskript herausgegeben von Herbert Funk und Beat Glaus. ETH-Bibliothek, Zürich 1993, doi:10.3929/ethz-a-001313794.
- Lectures on Number Theory. Edited for publication by Nikolaos Kritikos. Translated with some additional material (from the German) by William C. Schulz. Springer, New York u. a. 1986, ISBN 0-387-96236-0.
- Karl Weierstraß: Einleitung in die Theorie der analytischen Funktionen. Vorlesung Berlin 1878 (= Dokumente zur Geschichte der Mathematik. Bd. 4). In einer Mitschrift von Adolf Hurwitz. Bearbeitet von Peter Ullrich. Vieweg, Braunschweig u. a. 1988, ISBN 3-528-06334-3.
- Adolf Hurwitz: Ueber die Composition der quadratischen Formen von beliebig vielen Variabeln. In: Nachrichten von der Gesellschaft der Wissenschaften zu Göttingen – Mathematisch-Physikalische Klasse (1898), Heft 3. 9. Juli 1898, S. 309–316, abgerufen am 23. Januar 2023.